# وكالة التعليم الفرنسي في الخارج

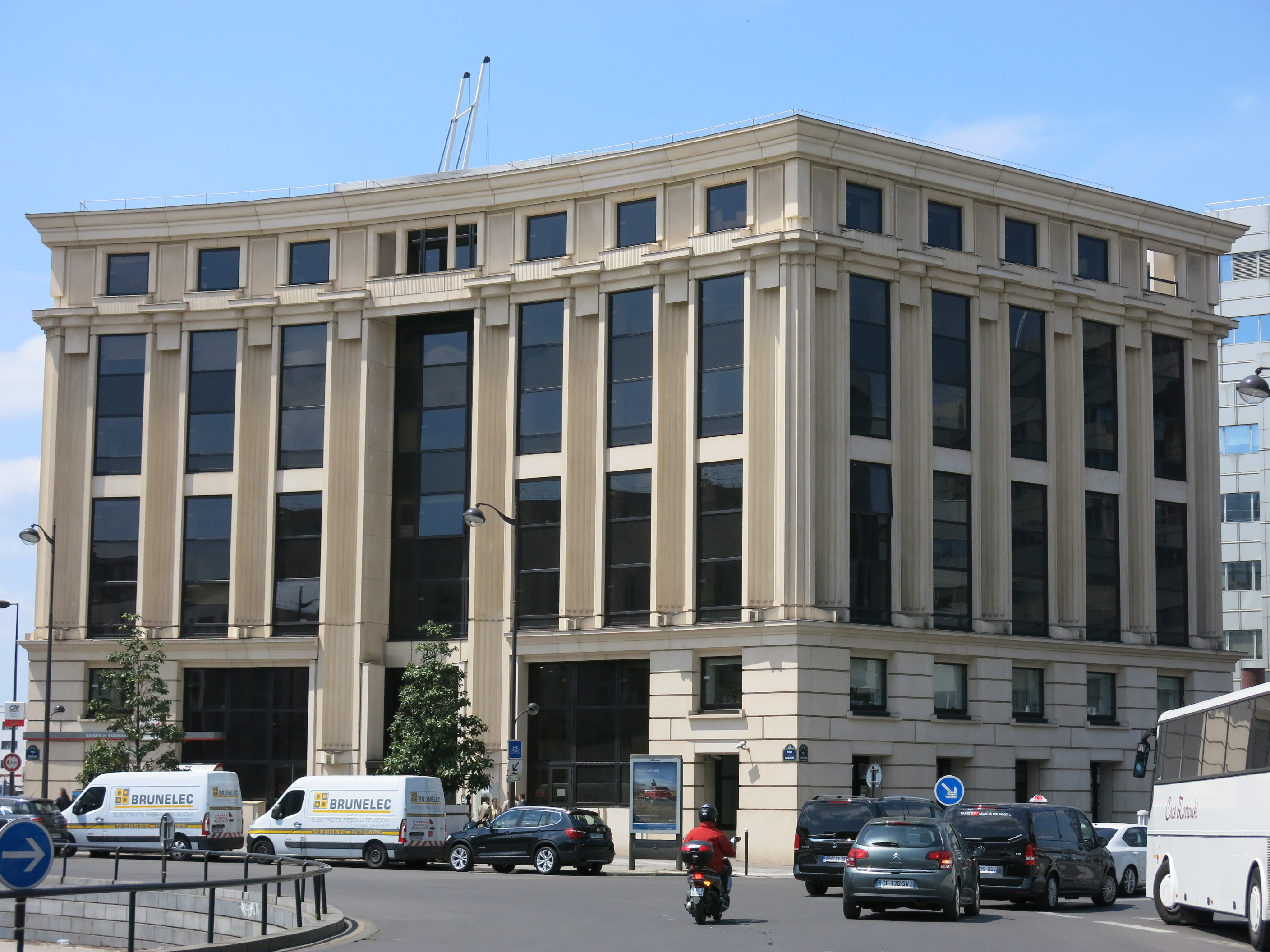
مقر وكالة التعليم الفرنسي في الخارج بباريس

وكالة التعليم الفرنسي في الخارج (بالفرنسية: Agence pour l'enseignement français à l'étranger، أو اختصاراً: AEFE) هي وكالة عامة فرنسية تحت إدارة وزارة الخارجية الفرنسية تراقب جودة التعليم الفرنسي خارج فرنسا. تشرف الوكالة على 495 مدرسة في شبكتها الدولية واللغة الفرنسية هي اللغة الرئيسية للتدريس في معظم المدارس.
يقع مقر وكالة التعليم الفرنسي في الخارج في الدائرة الرابعة عشرة في باريس.

## المناهج الدراسية
المدارس إما أن تديرها الوكالة مباشرة (gestion directe) أو تعمل بموجب عقد (conventionné) أو تكون معتمدة لديها (homologué). توفر المدارس تعليما مبنيا على المنهج الدراسي الفرنسي لتلاميذ من ثقافات عديدة من المرحلة ما قبل المدرسة حتى المدرسة الثانوية، وبعضها تحصل على تمويل بليغ من الحكومة الفرنسية. توفر المدارس تعليما يؤدي إلى البكالوريا.

## وصلات خارجية
- الوكالة للتعليم الفرنسي في الخارج
- وكالة التعليم الفرنسي في الخارج - وزارة الشؤون الخارجية الفرنسية (باللغة العربية)
- "AEFE's official website" (بالفرنسية). Archived from the original on 2010-07-22. Retrieved 2010-06-10.
- "Agency for French Education Abroad". مؤرشف من الأصل في 2007-01-17. اطلع عليه بتاريخ 2005-06-19.